# Операция «Морской лев»

План операции «Seelöwe» («Морской лев»)

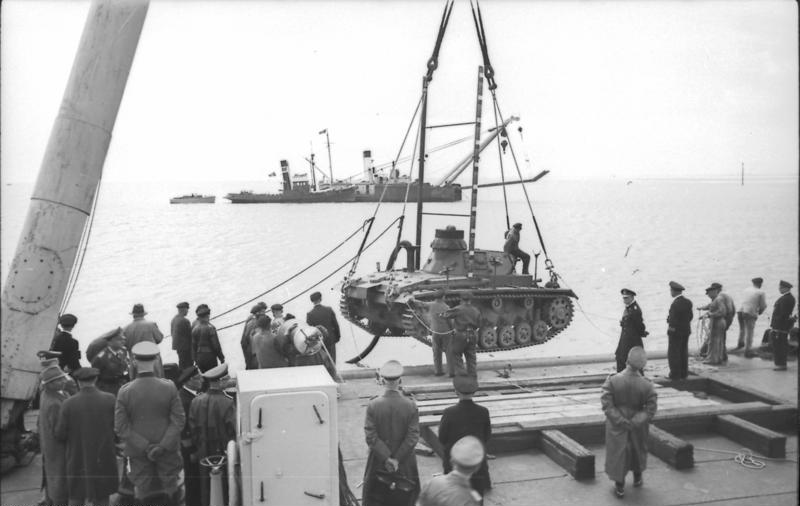
Подготовка операции «Морской лев». Погрузка основного немецкого танка Pz III в его версии Tauchpanzer III, для возможности подводного хода.

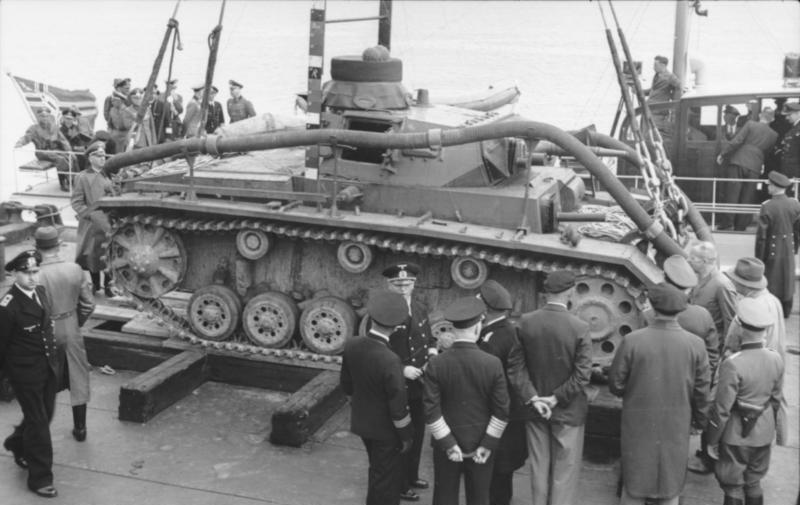
Подготовка операции «Морской лев». Погрузка основного немецкого танка Pz III в его версии Tauchpanzer III, для возможности подводного хода.

Операция «Морской лев» (нем. Unternehmen Seelöwe) — кодовое название планировавшейся Гитлером десантной операции по высадке на Британские острова. План был учреждён 16 июля 1940 года. Согласно ему, немецкие войска должны были форсировать Ла-Манш, высадиться между Дувром и Портсмутом в составе около 25 (позднее 40) дивизий, а затем наступать с целью отрезать Лондон. Фронт предполагалось растянуть от Фолкстона до Богнора. Военное командование было поручено фельдмаршалу Рундштедту.
Немцами был составлен подробный справочник по Великобритании со списком из 2820 лиц, которые подлежали немедленному аресту после германской оккупации Великобритании.
Дата начала операции постоянно откладывалась. 9 января 1941 года, после поражения в битве за Британию, Гитлер отдал приказ об отмене высадки в Британию. 13 февраля 1942 года командующий кригсмарине адмирал Редер в последний раз беседовал с Гитлером об операции «Морской лев» и убедил его дать согласие на полное прекращение какой-либо активности и подготовки в этом направлении.
Когда после войны генерала Йодля спросили об этих планах, он ответил: «Наши планы в значительной степени напоминали планы Юлия Цезаря».

## Танки подводного хода
В ходе подготовки к высадке на Британские острова весной 1940 фирма Alkett получила контракт на переоборудование 200 танков в «ныряющие танки». К середине августа были переделаны 128 Pz.III Ausf.F, G (3,7 cm KwK), 20 Pz.III Ausf.G (5 cm KwK L/42), 4 командирских Pz.Bеf.Wg. Ausf.E и 48 Pz.IV Ausf.D, которые оснастили оборудованием подводного хода. Все люки и щели в башне и корпусе загерметизировали с помощью разного рода резиновых прокладок и чехлов, а также битумной замазки. Воздух в танк подавался через резинотканевый рукав длиной 18 м и диаметром 200 мм. На внешнем конце рукава крепился поплавок, удерживавший его на поверхности воды. К этому же поплавку крепилась радиоантенна. Для откачки воды, которая могла бы поступать в танк, был установлен дополнительный откачивающий насос. При подводном движении двигатель танка охлаждался морской водой. Члены экипажа имели в своём распоряжении индивидуальные дыхательные средства, заимствованные у подводников. Переоборудованные таким образом танки, получившие название Tauchpanzer III, должны были доставляться к берегам Англии на специальных баржах и на 15-м глубине опускаться в воду с помощью крана. Для выдерживания направления движения под водой предназначался гирокомпас. Кроме того, корректировка направления могла осуществляться по радио с поверхности моря.
Из танков подводного хода Pz.III и Pz.IV и плавающих танков Pz.II (52 Pz.Kpfw.II mit Schwimmer) сформировали четыре танковых батальона: Tauch-Panzer-Abteilung A-D. Каждый из них состоял из штаба и трёх танковых рот. Всего в батальоне числилось 1 Pz.Bef.Wg.(T), 12 Pz.Kpfw.II (2 сm) (S), 33 Pz.Kpfw.III (3.7 сm) (T), 5 Pz.Kpfw.III (5 сm) и 12 Pz.Kpfw.IV (7.5 сm) (T). Однако батальон D получил только 29 Pz.Kpfw.III (3.7 сm) (T). 11 ноября 1940 года батальоны объединили в Panzer-Brigade 1 в составе Panzer-Regiment 18 и 28. 9 января 1941 бригаду включили в состав вновь сформированной 18.Panzer-Division и переименовали в Panzer-Brigade 18. При этом 28-й танковый полк расформировывался, а II.Abt./Pz.Rgt.28 (бывший Tauсh-Panzer-Abteilung D) передавался в 3.Panzer-Division и переименовывался в III.Abt./Pz.Rgt.6. Эти части проходили подготовку на полигоне Миловицы в Протекторате Богемии и Моравии.
Поскольку высадка на берега «Туманного Альбиона» не состоялась, Tauchpanzer III перебросили на восток. В первые часы осуществления операции «Барбаросса» против СССР они по дну форсировали Западный Буг. В дальнейшем их использовали как обычные танки. Ещё раз применить эти машины по назначению планировалось при подготовке десантной операции на Мальту, но эта операция также не состоялась.